# مالی شییگوواتس
مالی شییگوواتس (به صربی: Mali Šiljegovac) یک منطقهٔ مسکونی در صربستان است که در کروشواتس واقع شده‌است. مالی شییگوواتس ۶۵۷ نفر جمعیت دارد.